# 安達保險集團
安達保險集團（英語：Chubb Limited）是一家總部位於瑞士苏黎世的保险公司，在全球54个国家和地区開展業務，是全球最大的上市產物保險公司集團。客户包括寻求再保险的跨国公司和本地企业、个人以及其他保险公司。安達保險提供商业和个人财产及意外伤害保险、人身意外和补充健康保险、再保险和人寿保险。安達保險在2016年和ACE Limited合併後成立安達保險集團，新集團名稱繼續沿用安達保險舊名。
2021年，集团资产总额为2,001亿美元，毛保费总额为379亿美元，拥有约31,000名员工。安達保險在纽约证券交易所上市，是标准普尔500指数的组成部分。

## 歷史
1882年，湯瑪斯·卡爾德科·查布（Thomas Caldecot Chubb）和他的儿子珀西（Percy）在纽约市開展海運保險業務。他们从100个商人那里收取了1,000美元，并专注于为船舶和货物提供保险。
安達保險公司成立于1967年，
并于1984年在纽约证券交易所上市。
1985年在百慕達註冊成立，而總部位於瑞士蘇黎世。
在2011年4月中，集團進行收購紐約人壽香港和韓國業務，已交易完成。
2015年7月1日，ACE宣布将以283亿美元的现金和ACE股票併购安達保險公司。ACE股东將持有新公司70％的股份，而安達保險股东则获得新公司30％的股份。新公司将设在ACE Limited总部所在的苏黎世。ACE的Evan Greenberg担任新公司的董事长兼首席执行官，而安達的董事长兼首席执行官John Finnegan担任执行副董事长。新公司董事会人數扩大到18位，其中4位来自安達保險。新公司随后决定繼續采用安達保險的名称。该收購流程于2016年1月14日完成。

## 股東變動
伯克希爾·哈撒韋最新披露的13F報告顯示，巴菲特自2023年年第三季開始建倉安達保險，但在獲得美國證券交易委員會許可後對該部位保密。波克夏‧哈撒韋公司（Berkshire Hathaway）是由傳奇投資者沃倫-巴菲特經營的保險和控股公司。波克夏的投資案例充分展現了長期價值投資和穩健持有策略的重要性。基於波克夏·哈撒韋為主動管理、堅持長期價值投資的機構，其交易變動對投資人有比較大的借鏡意義。前十大重倉股中，最值得關注的為安達保險（Chubb Limited），此前該股一直未被曝光。巴菲特在2023年第三季就開始隱藏建倉這一檔股票，截至2024年第一季末，巴菲特對該股的持倉市值已經達到67.18億美元，晉級為波克夏第九大重倉股 。安達保險是波克夏最熟悉的保險股，波克夏旗下還擁有美國第六大汽車保險公司GEICO、全球最大的四家保險公司之一 General Re。在其他機構重倉科技晶片股的時代，巴菲特堅持投資自己熟悉的賽道。